# El Amparo
El Amparo è un distretto della Costa Rica facente parte del cantone di Los Chiles, nella provincia di Alajuela.